# Missentjärnarna (Arvidsjaurs socken, Lappland, 726814-165878)
Missentjärnarna är en sjö i Arvidsjaurs kommun i Lappland och ingår i Byskeälvens huvudavrinningsområde. Missentjärnarna ligger i Byskeälven Natura 2000-område.